# 32.º Encuentro Nacional de Mujeres
El 32° Encuentro Nacional de Mujeres se realizó en la Ciudad de Resistencia, Provincia del Chaco, el 14,15 y 16 de octubre de 2017. Bajo el lema “El Encuentro somos todas- Naponaxtac enauac qomi”, la Provincia del Chaco recibió a 70.000 mujeres aproximadamente.
El Encuentro Nacional de Mujeres es un espacio autónomo, autoconvocado, democrático, pluralista, autofinanciado, federal y horizontal que se lleva a cabo anualmente en la Argentina desde 1986.
Una particularidad del 32° Encuentro Nacional de Mujeres fue que contó con una importante participación de mujeres de pueblos originarios. De hecho, el lema del mismo no fue solamente en español (“El Encuentro somos todas”) sino también en qom (“Naponaxtac enauac qomi”), debido a la centralidad de los pueblos originarios en la Provincia del Chaco. El saludo de bienvenida en el acto de apertura incluyó la traducción en qom, wichí y mocoví, las tres lenguas representativas de las etnias existentes en la provincia.

## Elección de la Provincia del Chaco como sede
La Provincia del Chaco fue elegida como sede del Encuentro Nacional de Mujeres de manera democrática por las asistentes del 31° Encuentro Nacional de Mujeres realizado en 2016 en Rosario. 
Esta es la segunda vez que Chaco es elegida como sede del mismo habiéndolo sido por primera vez en 1998, cuando reunió a 10.000 participantes. 

## Talleres
El 32° Encuentro Nacional de Mujeres contó con 71 talleres. Entre ellos se incluyeron dos nuevos ejes temáticos: "Mujeres y cultura de la violación" y "Activismo gordx". En esta ocasión, los mismos se desarrollaron en la Universidad Nacional del Nordeste (UNNE) y en diferentes escuelas de la ciudad de Resistencia.
Los talleres son democráticos, horizontales y pluralistas. Tienen como modalidad el consenso, para garantizar que todas las mujeres puedan expresarse. 

## Actividades culturales
El Encuentro contó con una agenda de más de 70 actividades culturales que se llevaron a cabo en plazas, centros culturales y teatros. Hubo música, teatro, charlas, presentaciones de libros, proyección de películas y documentales.

## La marcha
La marcha se realizó el domingo 15 de octubre. La salida fue planificada desde la Universidad Nacional del Nordeste (UNNE) para llegar al Parque de la Democracia, donde se concluyó con una peña. Con más de 40 cuadras de recorrido, la movilización fue multitudinaria y transcurrió sin incidentes ni represión policial.

## Cierre
El cierre del 32° Encuentro Nacional de Mujeres se llevó a cabo durante la mañana del lunes 16 de octubre en el estadio Centenario del Club Sarmiento. Allí se definió de manera democrática, mediante aplausos, que la sede del 33° Encuentro Nacional de Mujeres, a realizarse en 2018, será la Provincia de Chubut.

## Agresiones post encuentro
El lunes 16 de octubre, cuando ya había finalizado exitosamente el 32° Encuentro Nacional de Mujeres, patotas de hombres y mujeres agredieron con palos, piedras y cuchillos a asistentes del Encuentro que circulaban por las calles de la ciudad. La situación se produjo en las inmediaciones de la Plaza 25 de Mayo. Al tomar conocimiento de los hechos, la Comisión Organizadora del encuentro, con el apoyo del Comité contra la Tortura y la Secretaría de Derechos Humanos de la Provincia, acudieron a asistir a las mujeres agredidas. 

En su comunicado, la Comisión Organizadora expresó que este incidente es “un claro ejemplo de la violencia machista contra las mujeres que se manifiestan a favor de sus derechos y libertad”. Asimismo, la Comisión pronunció su repudio y preocupación ante la situación, señalando que la misma fue una emboscada planificada esperando el momento de la desconcentración, al tiempo que expresó:
“Exigimos que se investigue penalmente quiénes son los sectores que idearon, planificaron y perpetraron esta emboscada. No vamos a quedarnos de brazos cruzados ante esta terrible acción violenta”.